# Waclaw Gudowski
Waclaw Gudowski, född 20 september 1951, är en svensk fysiker och professor i reaktorfysik vid KTH i Stockholm.

## Biografi
Gudowski deltog på 1970-talet i design av den snabba pulsade forskningsreaktorn IBR-2 belägen i Dubna ca 125 km norr om Moskva. Dessa insatser blev underlaget för hans doktorsavhandling. Denna reaktor kan producera korta pulser med mycket höga flöden av neutroner vilket ger unika möjligheter till experimentella observationer. Gudowski deltog vid den första uppstarten 1978 och redovisade jämförelser mellan verkligt utfall och beräknade prestanda.
Gudowski kom senare att göra stora insatser för att utveckla teknologin för ADS, AcceleratorDrivna System, vilket innebär att man med en yttre neutronkälla beskjuter ett målobjekt med till exempel använt kärnbränsle och åstadkommer fission och/eller transmutation. Teknologin har väckt stort intresse speciellt för möjligheterna att kunna göra långlivat kärnavfall mera kortlivat samt att ur samma avfall kunna återvinna klyvbart material för energiproduktion. 
IAEA gav 1997 ut en omfattande och mångsidig rapport "Accelerator driven systems: Energy generation and transmutation of nuclear waste, Status Report", där man särskilt nämner "Special thanks are due to W. Gudowski from Sweden, who compiled, processed and edited the input from the experts and to C. Rubbia, who provided a comprehensive report on the ADS concept elaborated by CERN." I rapporten finns ett avsnitt "Swedish perspective on the accelerator driven nuclear system" (s. 419-422) som ger en översikt över aktiviteter relaterade till ADS i Sverige under 1990-talet. 
Gudowski såg en stor potential i ADS-tekniken och beklagade till exempel 1995 i massmedia oviljan att satsa på nödvändiga utvecklingsinsatser.
1992 etablerades genom  en överenskommelse mellan EU, Japan, Ryssland och USA en organisation ISTC - International Science and Technology Center i Moskva med syfte att verka för att utveckla, understödja, finansiera och övervaka projekt med syftet att engagera vetenskapsmän, tekniker och ingenjörer från kärnvapenverksamheter inom OSS i fredliga och civila aktiviteter. Kombinationen av ett instabilt och sönderfallande Sovjetunionen och avsevärda mängder kärnvapen sågs av många länder som en farlig kombination, och motiverade till engagemang och ekonomiskt stöd till exempel genom ISTC. Gudowski blev tidigt en del av Sveriges stöd till detta. Gudowski kom senare under perioden 2006–2011 att bli "deputy executive director" för ISTC. 
Gudowski återvände 2011 till sin tjänst vid KTH som professor i reaktorfysik. Han invaldes 2003 som ledamot nummer 1361 i Kungliga Ingenjörsvetenskapsakademien.